# Кастиљоне (Ријети)
Кастиљоне (итал. Castiglione) је насеље у Италији у округу Ријети, региону Лацио.
Према процени из 2011. у насељу је живело 65 становника. Насеље се налази на надморској висини од 451 м.